# 奥利文萨
奥利文萨（西班牙語：Olivenza）是一个位于葡萄牙和西班牙边境历史上有争议的地区的小镇。领土由西班牙作为属于巴达霍斯省和属于更广泛的埃斯特雷马杜拉自治社区的自治市管理。总面积430平方公里，总人口10827人（2001年），人口密度25人/平方公里。
在1297年（《阿尔卡尼斯条约》）到1801年之间，奥利文卡镇处于葡萄牙的主权控制之下，在橘子战争期间，它被西班牙入侵，同年根据《巴达霍斯条约》割让给西班牙。此后，西班牙一直管理着这片领土（现在分为两个自治市，奥利文萨和塔利加），而葡萄牙则援引了《巴达霍斯条约》和1815年的《维也纳条约》，要求归还这片领土。尽管葡萄牙和西班牙之间存在领土争端，但这个问题在两国关系中并不是一个敏感问题。2008年，奥利文萨与邻近的西班牙的城镇拉科多塞拉、阿尔武尔克尔克和巴达霍斯以及葡萄牙的城镇阿龙希什、坎普马约尔、埃什特雷莫什、波塔莱格雷和埃尔瓦什达成协议，将创建一个欧洲合作区。